# Sheohar
Sheohar là một thành phố và là một khu vực quy hoạch (notified area) của quận Sheohar thuộc bang Bihar, Ấn Độ.

## Địa lý
Sheohar có vị trí 26°31′B 85°18′Đ / 26,52°B 85,3°Đ Nó có độ cao trung bình là 53 mét (173 feet).

## Nhân khẩu
Theo điều tra dân số năm 2001 của Ấn Độ, Sheohar có dân số 21.327 người. Phái nam chiếm 53% tổng số dân và phái nữ chiếm 47%. Sheohar có tỷ lệ 35% biết đọc biết viết, thấp hơn tỷ lệ trung bình toàn quốc là 59,5%: tỷ lệ cho phái nam là 44%, và tỷ lệ cho phái nữ là 25%. Tại Sheohar, 20% dân số nhỏ hơn 6 tuổi.